# Dickie Moore
Richard Winston „Dickie“ Moore (* 6. ledna 1931 Montreal, Québec – 19. prosince 2015 Montreal, Québec) byl někdejší kanadský hokejový útočník. U příležitosti 100. výročí NHL byl v lednu 2017 vybrán jako jeden ze sta nejlepších hráčů historie ligy.

## Hráčská kariéra
Moore se narodil v Montrealu, kde také vyrůstal a začínal s hokejem. V roce 1951 mu přišla nabídka od týmu Montreal Canadiens, kde by si mohl vydělat 7000 dolarů. Nabídku odmítl a sezónu tak zahájil v Montreal Royals. O Vánocích Canadiens zvýšil nabídku o 2000 dolarů, Moore nabídku přijal a mohl tak debutovat v nejprestižnější hokejové lize NHL. Během své kariéry ho sužovalo zranění, zlomil si obě nohy a měl problémy s koleny, někteří měli pochybnosti aby omezil hokej. Dále si dvakrát zlomil klíční kost, měl několik operací s kolenem a poslední tři měsíce sezóny 1957/58 hrával se zlomeným zápěstím. V Canadiens patřil mezi nejlepších hráče v historii a svůj první Stanley Cup vybojoval v sezóně 1952/53, za svou kariéru ještě získal Stanley Cup pětkrát v letech 1955-60. Po sezóně 1962/63 si generální manager Canadiens Frank Selke si ho zavolal do své kanceláře, kde si promluvili o změnách klubu. Po debatě s Frankem Selkem odmítl ukončit kariéru. I když se pokoušel přesvědčit vedení klubu Canadiens, za tým již neodehrál žádný zápas. Po uplynutí jednoho roku se vrátil zpět na led. Odehrál 38 zápasů za klub Toronto Maple Leafs a opět si zahrál v playoff. Po dvou letech bez hokeje se naposledy vrátil na led jenž hrával za tým St. Louis Blues. Klub dotáhnul až do finále playoff, ale v závěru finálové fáze prohrál nad bývalým týmem Montreal Canadiens 0:4 na zápasy.

## Zajímavosti
27. srpna 2006 měl autonehodu, ve kterém se jeho automobil střetl s kamiónem. Utrpěl četná zranění krku, páteře a žeber. V uvězněn autě musel čekat pětačtyřicet minut na záchranu. Jeho stav byl vážný . Po uplynutí třech dnů byl přeložen z jednotky intenzivní péče na normální oddělení a jeho stav byl stabilizovaný .

## Rekord
Za sezónu 1958/59 nasbíral 96 kanadských bodů, čímž vytvořil novy rekord v lize NHL v počtu nasbíraných bodů. V sezóně 1965/66 překonal rekord o jeden bod kanadský útočník Bobby Hull. Současný rekord drží Wayne Gretzky, jenž nasbíral v sezóně 1985/86 215 kanadských bodů.

## Ocenění a úspěchy
- 1950 QJHL - Druhý All-Star Tým
- 1951 QJHL - První All-Star Tým
- 1958 NHL - První All-Star Tým
- 1958 NHL - Art Ross Trophy
- 1959 NHL - První All-Star Tým
- 1959 NHL - Art Ross Trophy
- 1961 NHL - Druhý All-Star Tým
- 1974 Byl uveden do hokejové síně slávy
- 1998 Byl umístěn na 31. místě v 'The Hockey News'
- 12. listopadu 2005 vyřadilo klub Montreal Canadiens jeho číslo 12 #

## Prvenství
- Debut v NHL - 15. prosince 1951 (Montreal Canadiens proti Boston Bruins)
- První asistence v NHL - 16. prosince 1951 (Boston Bruins proti Montreal Canadiens)
- První gól v NHL - 29. prosince 1951 (Montreal Canadiens proti New York Rangers)
- První hattrick v NHL - 16. února 1952 (Montreal Canadiens proti New York Rangers)

## Klubové statistiky
| Sezóna       | Klub                      | Soutěž       |     | Základní část | Základní část | Základní část | Základní část | Základní část |    | Play off | Play off | Play off | Play off | Play off |
| Sezóna       | Klub                      | Soutěž       | Z   | G             | A             | B             | TM            | Z             | G  | A        | B        | TM       |          |          |
| 1948/1949    | Montreal Junior Canadiens | QJHL         | —   | —             | —             | —             | —             | —             | —  | —        | —        | —        |          |          |
| 1948/1949    | Montreal Royals           | QSHL         | 2   | 0             | 0             | 0             | 0             | —             | —  | —        | —        | —        |          |          |
| 1951/1952    | Montreal Royals           | QSHL         | 26  | 15            | 20            | 35            | 32            | —             | —  | —        | —        | —        |          |          |
| 1951/1952    | Montreal Canadiens        | NHL          | 33  | 18            | 15            | 33            | 44            | 11            | 1  | 1        | 2        | 12       |          |          |
| 1952/1953    | Buffalo Bisons            | AHL          | 6   | 2             | 3             | 5             | 10            | —             | —  | —        | —        | —        |          |          |
| 1952/1953    | Montreal Canadiens        | NHL          | 18  | 2             | 6             | 8             | 19            | 12            | 3  | 2        | 5        | 13       |          |          |
| 1953/1954    | Montreal Royals           | QHL          | 2   | 0             | 1             | 1             | 4             | —             | —  | —        | —        | —        |          |          |
| 1953/1954    | Montreal Canadiens        | NHL          | 13  | 1             | 4             | 5             | 12            | 11            | 5  | 8        | 13       | 8        |          |          |
| 1954/1955    | Montreal Canadiens        | NHL          | 67  | 16            | 20            | 36            | 32            | 12            | 1  | 5        | 6        | 22       |          |          |
| 1955/1956    | Montreal Canadiens        | NHL          | 70  | 11            | 39            | 50            | 55            | 10            | 3  | 6        | 9        | 12       |          |          |
| 1956/1957    | Montreal Canadiens        | NHL          | 70  | 29            | 29            | 58            | 56            | 10            | 3  | 7        | 10       | 4        |          |          |
| 1957/1958    | Montreal Canadiens        | NHL          | 70  | 36            | 48            | 84            | 65            | 10            | 4  | 7        | 11       | 4        |          |          |
| 1958/1959    | Montreal Canadiens        | NHL          | 70  | 41            | 55            | 96            | 61            | 11            | 5  | 12       | 17       | 8        |          |          |
| 1959/1960    | Montreal Canadiens        | NHL          | 62  | 22            | 42            | 64            | 54            | 8             | 6  | 4        | 10       | 4        |          |          |
| 1960/1961    | Montreal Canadiens        | NHL          | 57  | 35            | 34            | 69            | 62            | 6             | 3  | 1        | 4        | 4        |          |          |
| 1961/1962    | Montreal Canadiens        | NHL          | 57  | 19            | 22            | 41            | 54            | 6             | 4  | 2        | 6        | 8        |          |          |
| 1962/1963    | Montreal Canadiens        | NHL          | 67  | 24            | 26            | 50            | 61            | 5             | 0  | 1        | 1        | 2        |          |          |
| 1964/1965    | Toronto Maple Leafs       | NHL          | 38  | 2             | 4             | 6             | 68            | 5             | 1  | 1        | 2        | 6        |          |          |
| 1967/1968    | St. Louis Blues           | NHL          | 27  | 5             | 3             | 8             | 9             | 18            | 7  | 7        | 14       | 15       |          |          |
| Celkem v NHL | Celkem v NHL              | Celkem v NHL | 719 | 261           | 347           | 608           | 652           | 135           | 46 | 64       | 110      | 122      |          |          |